# Orlingbury
Orlingbury – wieś w Anglii, w hrabstwie Northamptonshire, w dystrykcie (unitary authority) North Northamptonshire. Leży 16 km na północny wschód od miasta Northampton i 102 km na północny zachód od Londynu. Miejscowość liczy 395 mieszkańców.